# XTC
XTC fue una banda británica de rock inicialmente parte del movimiento new wave de finales de los años 1970, originaria de la ciudad de Swindon, Inglaterra. 
Se mantuvo activa entre 1977 y 2005, caracterizándose por una permanente evolución, desde sus inicios «cuasi punk» hasta sus últimos trabajos caracterizados por los soberbios arreglos instrumentales y vocales, y sus notables letras. Tuvo algunos reconocimientos en los rankings del Reino Unido, Canadá y Nueva Zelanda, con temas como «Making Plans for Nigel» (1979) y «Senses Working Overtime» (1982).

## Biografía

### Los primeros años (1972-1977)
El dúo formado por Andy Partridge (Malta-1953) en guitarra y voz, y Colin Moulding (Swindon-1955), en bajo y voces, se forma en 1972, utilizando nombres como Helium Kidz o Star Park, con los que empiezan a hacerse conocidos en su ciudad, recibiendo incluso un reconocimiento del parte del periódico New Musical Express como «banda promesa». Sus primeros tiempos reconocen influencias tanto de los New York Dolls como de la emergente escena punk de Nueva York. En 1973 se les unió el baterista Terry Chambers y poco después el teclista Jonathan Perkins, que fue sustituido por Barry Andrews en 1976. A partir de ese momento la banda finalmente se decide por un nombre definitivo, XTC.

### Origen del nombre
Muchos suponen que el nombre de la banda remite a la palabra “éxtasis” (en inglés “Ecstasy”), pero sus integrantes siempre han afirmado que solamente se trata de tres letras del alfabeto. Incluso la posible relación con la droga "éxtasis" es rechazada por los músicos, ya que aunque el fármaco MDMA fue inventado alrededor de 1910, recién se lo comenzó a llamar vulgarmente “éxtasis" a mediados de los '80, mientras que la banda fue bautizada de esa manera en los años ‘70. En una entrevista concedida por Andy Partridge al periodista Brett Milano a fines de 1984 se lo consultó al respecto, a lo que respondió “Nosotros empezamos a llamarnos así hacia 1975. Empezamos haciendo una especie de punk, ya que estábamos locos por los New York Dolls. Al principio nos llamábamos The Helium Kids, queríamos parecernos a los Dolls y actuar como los Stooges. Elegimos finalmente el nombre XTC porque pensamos que sería maravillosamente fácil de ver impreso. Era algo así como la música, corto y fuerte y sin basura innecesaria alrededor. Luego hemos descubierto todas estas otras cosas llamadas XTC, el anticonceptivo en los Estados Unidos, la aeronáutica, la bebida en lata. Tengo una en casa como recuerdo, sin embargo soy demasiado viejo ya para utilizarla”.

### Los años de gira (1977-1982)
Aunque sus primeros discos se destacan por los ritmos sincopados y un pop muy alejado de las referencias habituales a los años 60, las composiciones primigenias de Andy Partridge ya vaticinan lo maduraría posteriormente: melodías inesperadas pero con estribillos pegadizos y unas letras tan ácidas como personales.El primer EP del grupo «3D» cosecha buenas críticas pero aún está lejos de irrumpir contundentemente en las listas de éxitos. Su primer disco, White Music (1978), es acogido calurosamente por la crítica, a lo que contribuye el sencillo «This is Pop», que comienza a sonar insistentemente en las fm británicas.
Go 2 (1978), que se lanzó con una original portada, no deja de ser una digna continuación de su primer trabajo. Tras este disco, Barry Andrews deja el grupo para iniciar una experiencia con una nueva formación, Shriekback, de alcance minoritario y caracterizada por practicar música introspectiva y de vanguardia. Posteriormente aparecería formando parte de The League of Gentlemen, el experimento "punk" de Robert Fripp
Drums and Wires (1979) catapulta al grupo a las listas de éxitos gracias al sencillo «Making Plans for Nigel». Se incorpora a la banda el guitarrista Dave Gregory quien con su virtuosismo contribuye a dar plasticidad y vuelo a las composiciones de Partridge. El sonido hiperactivo de los dos anteriores álbumes deja lugar a composiciones más clásicas, donde se encuentran medios tiempos y guitarras más limpias, como en «Ten Feet Tall».
Durante este periodo Andy Partridge, amante del sonido «dub», editó un LP solista bajo el nombre de Mr. Partridge. Su álbum, Take Away/The Lure of Salvage, retomaba temas anteriores de XTC, deconstruyéndolos con distintas fórmulas. Paralelamente Moulding y Chambers lanzaron «Too Many Cooks In The Kitchen», simple lanzado bajo el nombre «The Colonel».
Del siguiente disco, Black Sea (1980), se lanzaron como sencillos «Sgt. Rock (Is Going to Help Me)» y «Generals and Majors», con los que empezaron a saborear las mieles del éxito. Sin embargo lo mejor estaba por llegar. 
Con English Settlement (1982) XTC confirmaría lo que ya insinuaba en sus anteriores trabajos, una banda abierta a todo tipo de influencias, desde al folk hasta los ritmos orientales, con guiños más o menos velados a la Psicodelia británica. El sencillo «Senses Working Overtime» llegó a alcanzar el número diez de las listas, mientras que el álbum llegó a ocupar el número cinco, lo que supuso un éxito mundial inaudito hasta ahora para la banda. Pero paradójicamente fue un momento crítico para XTC, ya que una crisis de pánico sufrida por Partridge le impidió a partir de este momento presentarse en público y mucho menos realizar giras, de tal manera que los conciertos del Reino Unido y EE. UU. fueron cancelados. Sólo un contrato con Virgin que los ataba durante sus seis siguientes álbumes, les salvó de la ruina.

### Los años de estudio (1982-1998)
La imposibilidad de actuar en público supondría que XTC sólo se dedicaría a trabajos de estudio y algunas actuaciones ocasionales en radio y televisión. A consecuencia de ello Terry Chambers dejará la banda, al reducirse notablemente sus ingresos. En el disco Mummer (1983) XTC aparece como trío, lo que supondrá que el puesto de batería será ocupado a partir de ahora por diversos músicos de estudio.
Big Express (1984) —producido por David Lord— muestra a la banda con un sonido más recio y con un catálogo de composiciones que van desde canciones enrevesadas hasta gemas de puro pop. Sin embargo las ventas decepcionaron tanto a la banda como a la discográfica, a pesar de que Andy Partridge declaró posteriormente que esta obra contenía composiciones de las que se sentía enormemente orgulloso y satisfecho, tales como son «The Everyday Story of Smalltown» o «Train Running Low on Soul Coal».
Admiradores de las bandas de los 60, los XTC hicieron un homenaje a esa época reinventándose a sí mismos bajo el apelativo «The Dukes of Stratosphear», con el que editaron dos vinilos llenos de guiños a los grupos psicodélicos que les influyeron, "The 25 O'Clock" y "Psonic Psunspot". No es extraño encontrar retazos al modo de Brian Wilson o de los Kinks en este interesante ejercicio de estilo, e incluso un video del tema "The Mole from the Ministry" que remite directamente a los experimentos visuales de The Beatles en Magical Mistery Tour.
Skylarking (1986) muestra a unos XTC más pausados y más líricos, a lo que contribuyó sin duda la producción de Todd Rundgren, pese a que Partridge mantuvo con él frecuentes desencuentros durante el proceso de elaboración del disco. A pesar de esta lucha de egos, el resultado es una obra maestra, cuidada y delicada, donde los temas transcurren fluida y elegantemente. Desafortunadamente las ventas en Gran Bretaña fueron escasas, aunque tuvo una relevancia mayor en EE. UU. —250 000 ejemplares vendidos—, en donde la canción «Dear God», incluida en el álbum original se convirtió en un éxito de culto debido a su controvertida letra.
Oranges and Lemons (1989) supone una vuelta a una producción más enérgica, donde las guitarras de Dave Gregory destacan especialmente al adornar las composiciones con reflejos inequívocamente psicodélicos, que recuerdan a los primeros trabajos de Pink Floyd.
Del disco Nonsuch (1992) se extraen dos sencillos: «Dear Madame Barnum» y «The Ballad of Peter Pumpkinhead», que prefigura en algunos temas, por sus cuidados arreglos orquestales, lo que será su siguiente obra.

### Independientes (1998-2005)
Después de abandonar la discográfica Virgin, los XTC solicitaron que se auditen las cuentas de la banda, descubriéndose que la empresa había retenido pagos sustanciales por regalías de sus discos. La liquidación de esas cuentas proporcionó al grupo el dinero necesario para instalar estudios totalmente equipados y trabajar cómodamente en casa, y animaron a Partridge y Moulding a crear Idea Records.  
Con este sello se embarcaron en la grabación del ambicioso proyecto "Apple Venus", una colección del mejor material escrito durante los años de litigio con Virgin. Mientras que el primer CD muestra la faceta más artesanal del grupo, con melodías impecablemente arregladas y sonido en ocasiones experimental, Apple Venus 2 es una obra donde vuelven a cobrar importancia las guitarras, acercándose más estilísticamente a sus obras anteriores. Sin embargo las limitaciones financieras los obligaron a abandonar el plan de álbum doble y editar el primer volumen Apple Venus 1 (1999) y luego de su salida terminar la grabación de Wasp Star-Apple Venus 2 (2000). Estos fueron realizados utilizando tanto sus estudios de grabación particulares como los famosos estudios de Abbey Road. 
Durante las sesiones de grabación para Apple Venus Volume 1, Dave Gregory dejó la banda después de 20 años de pertenencia. Si bien se argumentó que la salida se debió a "diferencias musicales", ya que Gregory estaba descontento con la idea de grabar un disco basado en gran arreglos orquestales y teclados en lugar de guitarras, lo cierto es que la relación se estaba deteriorando desde hacía algún tiempo. Gregory fue acreditado como músico de sesión y no como un miembro de la banda, ya que su partida se dio antes de completar el disco. Tiempo después Partridge afirmó en una entrevista que él y Moulding habían pensado en despedir todos modos a Gregory debido a su actitud hosca durante las grabaciones, ya que lo habían esperado durante seis años para escribir los arreglos orquestales. Paradójicamente Wasp Star (Apple Venus Volume 2) fue un disco en el que la guitarra predominaba claramente, tal como Gregory hubiera preferido.
Partridge y Moulding editaron con posterioridad versiones instrumentales y demos de los dos álbumes de Apple Venus. En octubre de 2005, los dos álbumes originales y las versiones demo fueron reeditados juntos en la colección de cuatro CD Apple Box. 
A partir de 2002 Andy Partridge lanzó una serie de álbumes de demos de sus canciones, bajo el título de Fuzzy Warbles, con un nuevo sello discográfico, llamado APE. Sin embargo Colin Moulding se negó a aportar sus demos. La serie de finalmente incluyó ocho volúmenes, que se reunieron en un estuche que también incluía un CD extra de demos llamado “Hinges”.
Una caja de cuatro CD recopilatorios —Coat of Many Cupboards—, que abarcan la época de la banda en Virgin también fue lanzado en 2002. Programado para coincidir con el lanzamiento de los CD remasterizados de su catálogo, el conjunto incluye álbum remasterizado y pistas individuales, junto con demos, temas en directo, canciones inéditas y versiones alternativas, que culminó en la grabación por parte de Partridge y Moulding de "Didn't Hurt A Bit”, a partir de la grabación de la composición de Moulding (con batería y percusión intactas, interpretadas por Dave Mattacks), grabadas durante las sesiones de Nonsuch.
En 2003 Gregory se reunió con Partridge y Moulding para una actuación de caridad de sus alter ego, The Dukes of Stratosphear. Aunque Gregory no se reintegraría a XTC, fue una vez más un miembro oficial de los Dukes, grabando una versión de " "Open a Can (Of Human Beans)". A finales de 2006 Partridge reveló que él y Gregory habían reavivado su amistad.

### Ruptura y actividad reciente (2005 - actualidad)
En julio de 2008 Partridge resumió la situación de la banda en el sitio web de noticias Swindon Advertiser, en su columna "Preguntale a Andy": “Sí, creo que mi asociación musical con Colin Moulding ha llegado a su fin. Por razones muy personales y variadas para explicar aquí. Sin embargo tuvimos una buena carrera, como habitualmente se dice, y produjimos un buen trabajo. No, no voy a estar trabajando con él en el futuro.  
En una entrevista de radio por Internet diciembre de 2008 sobre RundgrenRadio.com, Moulding reapareció para confirmar su estado de “desilusión” con la música, aunque reveló que estaba pensando en trabajar en material en solitario. Sus razones para la ruptura de XTC fueron la discordia financiera, el desacuerdo sobre el alcance del proyecto Fuzzy Warbles, y un "cambio de mentalidad" en Partridge. Sin embargo, también declaró que él y Partridge habían vuelto a comunicarse directamente por correo electrónico.

### Reediciones
Reediciones remasterizadas de varios discos de XTC han sido publicadas o se encuentran en proceso. Se incluyen en este programa temas inéditos con contribuciones de Colin Moulding. La primera de estas versiones ampliadas de 25 O'Clock y Psonic Psunspot , han sido publicadas por el sello discográfico de Andy Partridge, APE Hous. Estas reediciones iban a comenzar en 2010, con ediciones de CD y vinilo de English Settlement, Skylarking, y Oranges & Lemons, planeados en una primera ola. Finalmente, sin embargo, una nueva versión de vinilo de Skylarking (remasterizada para corregir los problemas técnicos que limitaban la amplitud de la mezcla estéreo) fue el único de estos tres títulos editado. En 2009 Ape House reeditó grabaciones de The Dukes of Stratosphear en un estuche de edición limitada que incluía un vinilo de alta densidad del EP original y LP en un desplegable, un rompecabezas de 500 piezas, una camiseta y el sencillo "Tin Toy Clockwork train". Otros proyectos paralelos a XTC incluyen un sencillo promocional publicado como "Johnny Japes and his Jesticles" (con John Otway en la voz), un tema navideño solo como "The Three Wise Men" y una aparición especial en su propio álbum tributo Testimonial Dinner bajo el nombre de "Terry and the Lovemen" (nombre de un tema excluido del álbum Black Sea).

### La influencia de XTC
Aunque XTC no ha sido un grupo de fama multitudinaria, su influencia se ha dejado sentir en un buen número de bandas, que directa o indirectamente se han dejado seducir por las peculiares composiciones del grupo de Swindon. Grupos como Blur, Maxïmo Park, Young Knives, They Might Be Giants, Dogs Die in Hot Cars y especialmente Franz Ferdinand revelan retazos y tener influencia de XTC. En Sudamérica, los argentinos G.I.T. dejan apreciar influencias en sus canciones. Steven Wilson, de Porcupine Tree, es un declarado fan de XTC.

## Miembros
- Andy Partridge (compositor, vocalista y guitarrista)
- Colin Moulding (compositor, vocalista y bajista)
- Dave Gregory (vocalista, guitarrista, teclista)
- Barry Andrews (teclista, ocasionalmente compositor y vocalista)
- Terry Chambers (baterista)

En sus diversos discos ha contado con gran cantidad de músicos invitados, entre los que se destaca el baterista Pat Mastelotto (Mr. Mister, King Crimson, Stick Men).

## Discografía

### Álbumes de estudio
- 1978: "White Music" (Virgin Records)
- 1978: "Go 2" (Virgin Records)
- 1979: "Drums and Wires" (Virgin Records)
- 1980: "Black Sea" (Virgin Records)
- 1982: "English Settlement" (Virgin Records)
- 1983: "Mummer" (Virgin Records)
- 1984: "The Big Express" (Virgin Records)
- 1986: "Skylarking" (Virgin Records, Geffen Records)
- 1989: "Oranges and Lemons" (Virgin Records, Geffen Records)
- 1992: "Nonsuch" (Virgin Records)
- 1999: "Apple Venus Volume 1" (Idea Records, Cooking Vinyl)
- 2000: "Wasp Star (Apple Venus Volume 2)" (Cooking Vinyl)